# A Romance of the Western Hills
A Romance of the Western Hills és una pel·lícula muda de la Biograph dirigida per D. W. Griffith i interpretada per Blanche Sweet i Mary Pickford entre d'altres. Filmada a Sierra Madre i Pasadena, la pel·lícula es va estrenar l'11 d'abril de 1910.

## Argument
Una bonica noia índia (Pickford) és venuda a uns turistes angloamericans pel seu pare a canvi d'uns quants dòlars i un rellotge de butxaca. Aquests se l'enduen a la civilització on viu feliç fins que s'enamora del nebot dels seus pares adoptius. El nebot però ja està promès i ha mantingut un comportament molt ambigu amb ella. Els pares adoptius se senten sorpresos que ella pensés que realment es casaria amb un home blanc. Amb el cor trencat, la noia retorna amb el seu poble i amb l'antic promès indi i aquest decideix venjar-se. Es presenta a casa del nebot i es produeix una baralla que està a punt d'acabar molt malament si no és per la intervenció de la noia que ha seguit el seu antic promès. Aleshores apareix la promesa del nebot que en assabentar-se del comportament poc honorable d'aquest decideix trencar el compromís.

## Repartiment
- Mary Pickford (índia)
- Alfred Paget (indi)
- Arthur V. Johnson (indi)
- Kate Bruce (turista)
- Dell Henderson (turista)
- Blanche Sweet (la promesa del nebot)
- Charles West (el nebot)
- Dorothy West (turista)
- Kathlyn Williams (segona dona)